# Babiana stenomera
Babiana stenomera är en irisväxtart som beskrevs av Rudolf Schlechter. Babiana stenomera ingår i släktet Babiana och familjen irisväxter. Inga underarter finns listade i Catalogue of Life.